# 부정수표
부정수표(不正手票)는 은행에 등록된 것과 다른 서명이나 기명날인으로 제 때 지급되지 않은 수표 또는 가설인의 명의로 발행한 수표, 은행과 당좌예금 계정의 약정 없이 발행하거나 은행으로부터 거래정지처분을 받은 후에 발행된 수표 등을 가리키는 단어이다.